# 15. Waffen-Grenadier-Division der SS (lettische Nr. 1)
De 15. Waffen-Grenadier-Division der SS (lettische Nr. 1) was een divisie van de Waffen-SS. De divisie werd opgericht in november 1943 uit het Lettische SS-Freiwilligen Legion, dat werd uitgebreid tot een divisie en was actief aan het Oostfront. De leden, voornamelijk Letten, waren gerekruteerd na werving van het Reichskommissariat Ostland in de Baltische staten. Hieruit werden verschillende legioenen gevormd, waaronder het Lettische SS-Freiwilligen-Legion, later dus de 15. Waffen-Grenadier-Division der SS.

## Krijgsgeschiedenis
Nadat het legioen was omgevormd tot een divisie werd het naar het oostfront gestuurd waar het weerstand moest bieden tegen het Russische winteroffensief. Na de chaos die ontstond toen de Duitse linies werden doorbroken en de Sovjet-Unie Letland had bezet verloren de meeste manschappen hun motivatie om door te vechten.
Hierna werd de divisie naar West-Pruisen gestuurd om uit te rusten en opnieuw op krachten te komen van het Russische offensief. In januari 1945 ging het terug naar het front

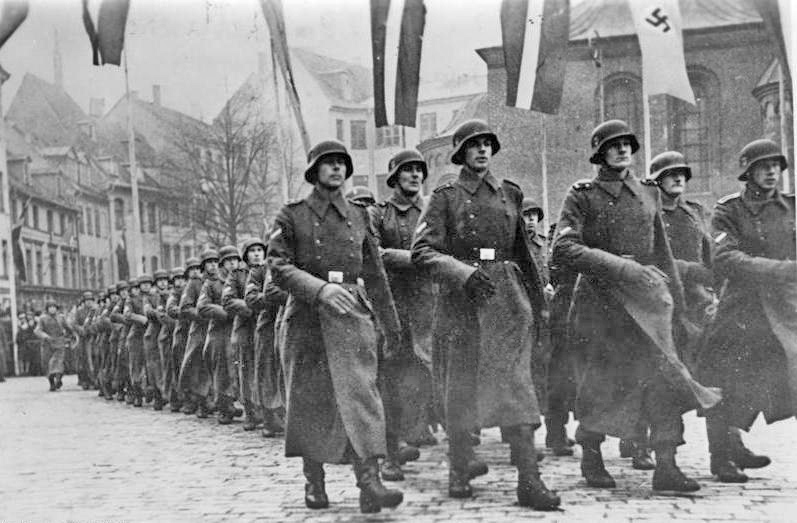
Leden van de divisie in 1943

De divisie werd op dat moment belast met de verdediging van Pommeren. Tijdens gevechten bij de Pommernwall kwam de divisie vast te zitten en werd deze gedecimeerd.
Uit angst voor Russische represailles bood de 15e divisie felle weerstand en vochten de restanten (slechts één bataljon) door tot in Berlijn.
Andere onderdelen, die verspreid waren geraakt van de rest, gaven zich onder bevel van Waffen-Standartenfuhrer Vilis Janums over aan de oprukkende Amerikanen bij Güterglück.

### Oorlogsmisdaden
In Podgaje begingen leden van de divisie op 2 februari 1945 een oorlogsmisdaad toen ze, samen met leden van de SS-Freiwilligen-Panzergrenadier-Brigade "Nederland" 32 soldaten van het Poolse 1e Leger in een schuur vastbonden met prikkeldraad en opsloten waarna men de schuur in brand stak.
Enkele leden van de divisie waren eerder lid van het Arājs Kommando, onder bevel van Viktors Arājs, tevens lid van de divisie, een eenheid van de Lettische Hilfspolizei, dat onder bevel stond van de Sicherheitsdienst. Het commando was verantwoordelijk voor de dood van zo'n 20.000 tot 30.000 Joden.
Wel is bekend dat vijf officieren van de divisie gediend hebben in de concentratiekampen. Dit getal bevat ook officieren die voor of na hun dienst in de divisie in de kampen en Einsatzgruppen hebben gediend.

## Commandanten[3][4][5][1]
| Rang                                           | Naam                                 | Begin            | Eind             | Opmerking |
| ---------------------------------------------- | ------------------------------------ | ---------------- | ---------------- | --- |
| SS-Brigadeführer en Generalmajor der Waffen-SS | Peter Hansen                         | 25 februari 1943 | 1 mei 1943       | |
| SS-Brigadeführer en Generalmajor der Waffen-SS | Carl Friedrich von Pückler-Burghauss | 1 mei 1943       | 17 februari 1944 | |
| SS-Oberführer der Reserve (W-SS)               | Nikolaus Heilmann                    | 17 februari 1944 | 21 juli 1944     | |
| SS-Oberführer                                  | Herbert von Obwurzer                 | 21 juli 1944     | 26 januari 1945  | |
| SS-Oberführer                                  | Eduard Deisenhofer                   | 26 januari 1945  | 26 januari 1945  | Terwijl hij onderweg was om het commando over te nemen, werd hij op 31 januari 1945 in Arnswalde gedood. Hij heeft nooit daadwerkelijk het commando over de divisie gevoerd. |
| SS-Oberführer der Reserve (W-SS)               | Adolf Ax                             | 26 januari 1945  | 15 februari 1945 | |
| SS-Oberführer der Waffen-SS                    | Karl Burk                            | 15 februari 1945 | 2 mei 1945       | |

### Stafchefs van de 15. Waffen-Grenadier-Division der SS[2][6]
| Rang                    | Naam             | Begin           | Eind            | Opmerking |
| ----------------------- | ---------------- | --------------- | --------------- | --------- |
| Legion-Standartenführer | Artūrs Silgailis | 1 maart 1943    |                 |           |
| SS-Sturmbannführer      | Knebel           | 1943            | 1944            |           |
| SS-Haupsturmführer      | Hahn             | 1944            | 1944            |           |
| Major                   | Erich Wulff      | 1 augustus 1944 | 3 februari 1945 |           |
| SS-Sturmbannführer      | Adolf Kopp       | 1 maart 1945    | Mei 1945        |           |

## Gebieden van operaties[2][3]
- Augustus 1943 – januari 1945: Oostfront, noordelijke sector en de Slag om Koerland
- Januari 1945 – mei 1945: Pommeren en Berlijn

## Samenstelling

### Zomer 1943
- Waffen-Grenadier Regiment der SS 32
- Waffen-Grenadier Regiment der SS 33
- Waffen-Grenadier Regiment der SS 34
- Waffen-Artillerie Regiment der SS 15
- Waffen-Füsilier Bataillon der SS 15
- Waffen-Flak Abteilung der SS 15
- Waffen-Nachrichtung Abteilung der SS 15
- Waffen-Pionier Bataillon der SS 15
- Waffen-Panzerjäger Abteilung der SS 15
- SS-Sanitäts Abteilung 15
- SS-Nachschub Truppen 15
- SS-Feldpostamt 15
- SS-Veterinär-Kompanie 15
- SS-Wirtschafts-Bataillon 15
- SS-Bau-Regiment 1 der 15. SS-Division
- SS-Bau-Regiment 2 der 15. SS-Division
- SS-Feldersatz-Bataillon 15
- SS-Waffen-Feldgendarmerie-Trupp 15
- SS-Kriegsberichter-Trupp